# Zbigniew Tomankiewicz
Zbigniew Konstanty Tomankiewicz (ur. 26 czerwca 1933 w Warszawie, zm. 13 października 2014 tamże) – żołnierz konspiracji antykomunistycznej po II wojnie światowej, represjonowany i więziony przez władze Polski Ludowej w latach 1951-1954, a następnie lekarz (uzyskał stopień doktora nauk medycznych), konsultant wojewódzki w dziedzinie neurologii, ordynator Oddziału Neurologicznego w Międzyleskim Szpitalu Specjalistycznym. Członek pierwszej Kapituły Orderu Krzyża Niepodległości w latach 2013-2014. Jego żoną była Jolanta Żuprańska.

## Odznaczenia
- Medal „Pro Patria”[2]
- Złoty Medal „Za zasługi dla obronności kraju”[2]
- Krzyż Orderu Krzyża Niepodległości za wybitne zasługi w obronie niepodległości i suwerenności Państwa Polskiego w latach 1939-1956 (2013)[5]